# Малашко Михайло Васильович
Михайло Малашко (4 листопада 1885, с. Георгіївка — 10 квітня 1920, Катеринослав) — український політик, повстанський отаман, член Української Центральної Ради і Українських Установчих Зборів, заступник комісару Донецького басейну від Української Центральної Ради. Отаман вільного козацтва Луганська (1917-1918), отаман Куреня Донецького кряжу (1918-1919), отаман Катеринославського Кошу Повстанських козачих військ (1919). Комбриг Особливої української бригади 45-ї дивізії 14-ї армії РСЧА (1920). Брат отамана вільного козацтва Миколи Малашко.

## Життєпис
Народився 4 листопада 1885 року у заможній українській родині у селі Георгіївка, Маріупольського повіту, сучасне село Георгіївка, Мар'їнської громади, Покровського району.
У 1890-х роках він разом з родиною переїхав у село Архангельське.
У 1906 році одружився з Катериною Панасенко яка жила неподалік від Гродівки, у 1913 році у подружжя народилась донька Єлизавета.
З початком Першої світової війни у 1914 році був мобілізований, проходив службу в Стрілецькому полку Офіцерської стрілецької школи у званні єфрейтор  на Аланських островах у Балтійському морі.
Після Лютневої революції в 1917 році вступив до УПСР, та брав активну участь в українському військовому русі. Влітку 1917 року його обрали членом до Всеукраїнської Ради військових депутатів, від якої він був кооптований до складу Української Центральної Ради. 
В кінці літа 1917 року був направлений у Слов'яносербський повіт як інструктора УЦР, де він оселився у місті Луганськ, займався організацією вільного козацтва, очолив Українську Раду Слов'яносербського повіту, і був призначений заступником комісара Донецького басейну від УЦР. У листопаді-грудні 1917 року на чолі вільних козаків чинив опір місцевим більшовикам які намагались захопити місто. 24 грудня 1917 року місто Луганськ був захоплений загоном російських більшовиків на чолі з Саблиним Ю., після чого Малашко М. покинув місто і переховувався. 
Навесні 1918 року на чолі загону вільних козаків брав участь у боротьбі з більшовиками, і разом з своїм загоном 28 квітня 1918 року повернувся у Луганськ, який звільнили німці.
В кінці 1918 року переїхав до сучасного міста Покровськ, де влаштувався працювати вчителем. Брав активну участь в Антигетьманському повстанню, яке відбулось у Покровську 19 листопада 1918 року в наслідку чого в місті і його околицях була відновлена влада УНР. У самому місті Михайло почав формувати загін вільних козаків який він назвав Курінь Донецького кряжу. Цей загін головним чином роззброював більшовицькі загони,  і відновлював владу УНР в околицях міста і разом з загонами Махно Н. стримував просування в глиб України російських донських частин отамана Краснова П. які вже окупували Юзівку (сучасний Донецьк).
Переїхав до Катеринослава, увійшов до складу Штабу українських республіканських військ Катеринославщини. З 25 по 31 грудня 1918 року на чолі Куреня Донецького кряжу брав участь в обороні Дніпра від махновців, під час боїв у місті отримав поранення.
Восени 1919 року отаман Катеринославського Кошу Повстанських вільнокозацьких військ, який активно боровся з частинами російської Добровольчої армії в районі Верхньодніпровська і Кривого Рогу та у Верхньодніпровському, Катеринославському, Криворізькому повітах. Діяв разом з Гулим-Гуленко і вже в листопаді 1919 року звільнив від росіян Верхньодніпровськ і лінію залізниці від Знаменки до Катеринослава. Малашко в цей час воював під жовто-блакитним прапором з гаслом «За землю і волю — борітеся — поборете». На звільнених від росіян територіях Михайло проводив проукраїнську політику, а для організації цивільного життя він організував та очолив "Тимчасовий уряд Херсонщини" який розмістився у Верхньодніпровську. 22 листопада 1919 домовився з Махном про спільні дії його підрозділу і Революційно-Повстанської Армії України проти білих росіян.
Згодом у січні 1920 року отримав дозвіл на формування Особливої української бригади у складі 45-ї дивізії 14-ї армії РСЧА. Перебуваючи у складі РСЧА проводив українську національну діяльність, внаслідок чого був заарештований на початку березня 1920 року в Олександрії. Утік при спробі етапування до Кременчука та повернувся до бригади. 4 березня 1920 року скликав загальні збори командирів своєї бригади на яких оголосив про початок повстання проти більшовиків. В ніч з 6 на 7 березня підрозділ у 220 козаків на чолі з Малашком звільнили від більшовиків Верхньодніпровськ, у місті та його околицях козаки роззброїли підрозділи червоноармійців та знищили більшовицькі установи з їхніми співробітниками. Біля села Алфьорова його загін розбили червоні латиські стрільці, але сам отаман втік.
Проти загонів Малашка Червона армія створила штаб на чолі з чекістами Ф. Леонюком та П. Оніщенко. У липні 1920 року Михайла Малашка було взято в полон у Кам'янському.. Його доставили в Катеринославську ЧК, де розстріляли.